# Septica
Septica je vinkovački glazbeni sastav, poznat po originalnim i duhovitim pjesmama.

## Povijest sastava
Sastav su 2003. osnovali Milan Lazarević te crtač stripova Dubravko Mataković, pod umjetničkim imenima Bumushku Kushlu i Govnar Smrti. Nakon par demosnimki te mnogo klupskih nastupa, potpisuju za Aquarius Records te 2006. objavljuju prvi studijski album Septica. Iduće godine objavljuju album uživo Jebemti mater (uživo iz KSET-a) s nastupa u zagrebačkom KSET-u. Drugi studijski album pod nazivom Klub Usamljenih Srdaca Narednika Pedera izdaju 2013. godine. Zbog miješanja raznih stilova u njihovim pjesmama, od death metala do rapa, teško je odrediti žanr sastava.

## Članovi sastava
Sastav prema:
- Bumushku Kushlu - glavni vokali
- Govnar Smrti - vokali
- Sedmi Od Devet - bubnjevi
- Dutch (Dač) Dortmund-Jodl - bas-gitara
- Jukka Kunilunginen-Kleme - gitara
- Grande El Loco - bubnjevi

## Diskografija
- Septica (2006.)
- Jebemti mater (uživo iz KSET-a) (uživo, 2007.)
- Klub usamljenih srdaca narednika Pedera (2013.)

## Vanjske poveznice
- Službena stranica  Arhivirana inačica izvorne stranice od 27. veljače 2010. (Wayback Machine)